# Martti Hirvonen
Martti Hirvonen (* 8. Juni 1975 in Helsinki) ist ein ehemaliger deutsch-finnischer Eishockeytorwart, der unter anderem ein Spiel für die Kölner Haie in der Deutschen Eishockey Liga (DEL) absolviert, den Großteil seiner Karriere aber im unterklassigen Bereich verbracht hat.

## Karriere
Hirvonen begann seine Karriere im Nachwuchs der Jungadler Mannheim, ehe er 1992 nach Köln wechselte, wo er als Juniorentorhüter fungierte und als dritter Torwart der Senioren-Mannschaft in der Deutschen Eishockey Liga (DEL) eingesetzt wurde. Dort machte er das einzige DEL-Spiel seiner Karriere und wurde mit den Kölner Haien erster DEL-Meister. Nach dem Meister-Jahr wechselte Hirvonen als Stammtorhüter zum EV Duisburg in die zweitklassige 1. Liga, bei dem er allerdings nur ein Jahr blieb. Zur Saison 1996/97 wechselte er zum ETC Timmendorfer Strand, der ebenfalls in der 1. Liga spielte.
Nach weiteren Wechseln innerhalb der 1. Liga zum ETC Crimmitschau und Iserlohner EC schloss er sich zur Saison 1999/2000 dem Regionalligisten Peißenberg Hornets an. Durch seine guten Leistungen wurden mehrere Vereine auf ihn aufmerksam. Zwischen 2000 und 2002 spielte er dann beim 1. EV Weiden, mit dem er im zweiten Jahr Meister der Regionalliga Süd wurde und den Aufstieg in die Oberliga erreichte. Zudem wurde er in der Saison 2000/01 zum besten Torhüter der Regionalliga Süd gewählt. Nach einem Jahr beim ERSC Amberg wechselte er zurück nach Weiden, die zwischenzeitlich in die 2. Bundesliga aufgestiegen waren. Nach einem Intermezzo beim EHC Bayreuth ging Hirvonen zur EA Schongau, bei der er eineinhalb Saisons aktiv war. 2007 beendete Hirvonen seine Karriere nach einer Saison in der Regionalliga beim Höchstadter EC.
2007 zog Hirvonen dann in seine Heimat Finnland zurück und arbeitete dort als Torwartkoordinator der Espoo Blues. 2011 gab er ein Kurz-Comeback, als er seinem ehemaligen Verein ETC Timmendorfer Strand für ein Spiel in der Oberliga aushalf.

## Erfolge und Auszeichnungen
- 1995 Deutscher Meister mit den Kölner Haien
- 2001 Bester Torhüter der Regionalliga Süd mit dem 1. EV Weiden
- 2001 Meister der Regionalliga Süd mit dem 1. EV Weiden